# Salsa (Musik)

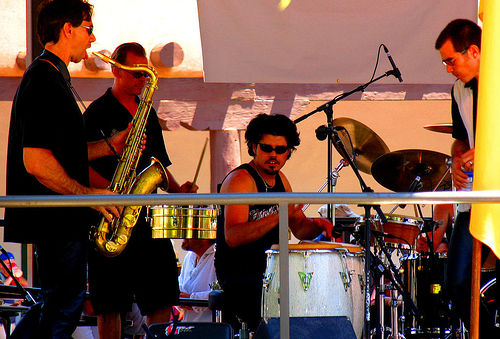
Eine Salsa-Band (USA 2005)

Salsa (spanisch „Soße“, f.) ist eine Stilrichtung der lateinamerikanischen Musik, die in den 1960ern in den USA als Mischform mehrerer Stile aus dem karibischen Raum entstand. Salsa-Musik und das Salsa-Tanzen sind besonders im spanischsprachigen Raum des amerikanischen Kontinents und der Karibik populär, darüber hinaus finden sich Liebhaber, Tänzer und Musiker der Salsa weltweit, vor allem in den großen Städten.

## Vorgeschichte

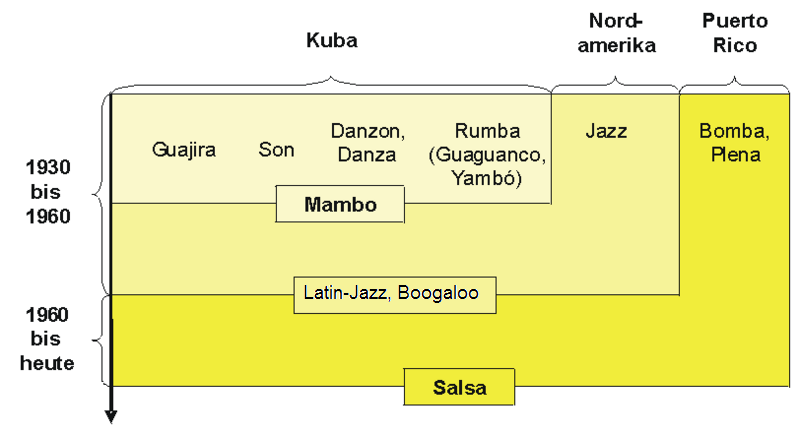
Entstehung der Salsa

In der ersten Hälfte des 20. Jahrhunderts war Kuba das Zentrum lateinamerikanischer Musik und wichtigster musikalischer Impulsgeber für alle an die Karibik angrenzenden Länder, insbesondere für Mexiko und die USA. Kuba war das bevorzugte Urlaubs- und Freizeitparadies der US-Amerikaner – es gab einen regen musikalischen Austausch und musikalische Neuerungen fanden schnell Eingang in den US-amerikanischen Musikmarkt. Anfang des Jahrhunderts gelangte der Danzón von Kuba nach Mexiko und etablierte sich dort ab den 1920er Jahren zunehmend in Mexiko-Stadt und Veracruz. In den 1930er Jahren unternahm die Rumba ihren Siegeszug von Florida bis nach New York City, angefangen mit El Manisero von Don Azapiazu y su Havana Casino Orquesta, dem ersten Rumbaerfolg in den USA. Ab den 1940er Jahren mischten sich lateinamerikanische Rhythmen zunehmend mit dem Louisiana-Jazz – unter dem Einfluss von Bebop und Big Band Jazz formierten sich in den USA die sog. „Latin Big Bands“. Insbesondere New York wurde zur Hochburg des Latin Jazz (Palladium, José Curbelo schrieb 1952 Familia und Mambo y cha cha cha, Tito Rodríguez, Tito Puente, Israel „Cachao“ López). Einen anderen Weg nahm Ende der 1940er der Mambo: Der Kubaner Dámaso Pérez Prado spielte in Mexiko bereits einige Zeit Mambo-Rhythmen, bis 1949 mit dem Hit Qué rico el Mambo der Durchbruch kam.
1955 feierte ein vom Danzón abgeleiteter, langsamerer Rhythmus in New York einen Übernachterfolg: der Cha-Cha-Cha. Es war die Zeit der großen Tanzorchester und Charangas, die in den Tanzpalästen aufspielten (Beny Moré, Ex-Sänger von Pérez Prado und Celia Cruz mit dem Tito Puente Orchestra). Zwei puerto-ricanische Musiker, Ismael Rivera und Rafael Cortijo, fanden sich 1948 zusammen: sie mixten die afro-karibischen Rhythmen Bomba und Plena mit der Latin-Big-Band-Musik, was für die damalige Zeit neuartig war. Mit ihrer Gruppe „Cortijo y su combo“ erlangten sie in den USA und Puerto Rico große Popularität.
Mit der kubanischen Revolution 1959 und der darauffolgenden amerikanischen Blockadepolitik kam die fruchtbare musikalische Verbindung mit Kuba zu einem jähen Ende. Viele Kubaner flohen in die USA, kubanische Musik in den USA erlebte Anfang der 1960er Jahre eine letzte Hoch-Zeit. Die USA versuchten ab 1962, den kulturellen Einfluss Kubas zurückzudrängen, der legendäre Tanzpalast Palladium in New York musste schließen. Rhythmen aus Brasilien, wie der Bossa Nova und der Samba, sollten die entstandene Lücke schließen. 1964 kam eine Gruppe nach New York, die die Musikwelt international revolutionierte: Die Beatles. Der Einfluss der Rockmusik war nicht mehr aufzuhalten.
Dann entstand eine neue Fusion von lateinamerikanischen Rhythmen und Rockmusik unter dem Vorbild des Twists: der Boogaloo. Er hatte seine kurze Blütezeit von 1966 bis 69 und war musikgeschichtlich der direkte Vorläufer der Salsa. Der andere gewichtige musikalische Strang hin zur Salsa stammt aus dem Latin Jazz.

## Entwicklung der Salsa

### Vorläufer
1963 spielte Tito Rodríguez mit seinem Orchester das letzte Mal beim Karneval in Venezuela; danach löste er es auf. Sein ehemaliger Pianist Eddie Palmieri, der jüngere Bruder von Charlie, formierte daraufhin seine eigene Gruppierung „La Perfecta“ um: als Basis setzte er neben Gesang, Piano, Bass, Tumba (=Congas), Bongos zwei Posaunen. Die Arrangements, in die er Jazz-Elemente und Improvisationen einfügte, schrieb er selbst. Das Vorbild, sich auf die Posaunen als einzige Begleitinstrumente für den Rhythmus zu konzentrieren, nahm er von dem Puerto-Ricaner Mon Rivera. Damit wurde er zu einem einsamen Wegbereiter der Salsa-Musik. Er löste sich von dem Pomp und dem Glamour der großen Charanga-Orchester mit ihrer klassischen Besetzung, zugleich löste er sich aber auch von den Son-Conjuntos, in denen die Trompeten das Führungsschema innehatten, niemals die Posaunen. Ort der Musik waren nicht mehr die Tanzpaläste, sondern die kleinen Clubs und Bars in den Barrios. Die Arrangements mit den Posaunen-Riffs wurden aggressiver, in die Texte flossen die sozialen und politischen Konflikte seiner Zeit ein.

### Die 1970er Jahre
1964 gründete Johnny Pacheco, ein US-amerikanischer Bandleader mit dominikanischen Wurzeln, das unabhängige Plattenlabel Fania. Es diente ihm zunächst zur Promotion seiner selbst-produzierten Musik. Drei Jahre später übernahm sein Partner, der amerikanisch-italienische Anwalt Jerry Masucci, das Management. Fania begann eigene Musiker unter Vertrag zu nehmen, wie den Rock- und Jazz-Pianisten Larry Harlow und den Bassisten Bobby Valentín, förderte insbesondere aber auch junge, unbekannte Nachwuchskünstler, wie den erst 15-jährigen Posaunisten Willie Colón und die Sänger Ismael Miranda und Héctor Lavoe. 1968 gaben die Fania-Musiker ihr Debüt im „Red Garter“ in Greenwich Village und organisierten eine „descarga jazzística“ (= Jamsession), in der viele der damals bekannten Künstler lateinamerikanischer Musik die neue Mischung von Boogaloo und Latin Jazz vorstellten. Die Bewegung hatte aber noch keinen Bestand, die meisten Musiker waren nur eingeladen und verstreuten sich anschließend wieder. Fania begann daraufhin ab 1968 verstärkt eine eigene Hausband aufzubauen, die sog. Fania All-Stars. Mit diesen gab Fania 1971 ein Konzert im Manhattaner Tanzsalon „Cheetah“, welches die Grundlage für vier LPs und für den ersten Salsa-Film „Nuestra Cosa Latina“ bildete, die im Anschluss veröffentlicht wurden. Ein Jahr später organisierte die PROLAM („Puerto Rican Organization for Latin American Music“) im Central Park ein freies Open-Air-Konzert mit den Fania All Stars, das 50.000 Zuschauer anzog. Ein Jahr später, 1973, gab Fania das erste Konzert im ausverkauften Yankee Stadium in der Bronx – ein Konzert mit Volksfestcharakter. Gleichzeitig betrieb Fania unter seinem neuen Promoter Izzy Sanabria eine extensive Vermarktung des neuen Musikstils unter dem Begriff „Salsa“ in Presse, Funk und Fernsehen. Fania-Musiker unternahmen in diesen Jahren immer wieder gezielt Auslandsreisen nach Kolumbien und Venezuela, um ihre Musik vorzustellen. 1975 organisierte Sanabria die „Latin NY Music Awards“, die erste Preisverleihung für Salsa-Musik, worauf sich die NARAS (= das Veranstaltungskomitee der Grammy-Verleihung) ab 1976 gezwungen sah, eine eigene Kategorie für lateinamerikanische Musik mit aufzunehmen (welche Eddie Palmieri gewann). Ein neuer Film des Konzerts im Yankee Stadium mit dem einfachen Titel „Salsa“ wurde 1976 von Columbia Pictures herausgebracht. Nach und nach kaufte Fania alle konkurrierenden Plattenlabel, die auch lateinamerikanische Musik vertrieben, auf, und sicherte sich auf diese Weise das Monopol für die Vermarktung von Salsa-Musik in den USA. Die Fania All-Stars etablierten sich endgültig als Salsa Top-Gruppe. 1977 nahm Willie Colón den aus Panama stammenden Rubén Blades als Sänger auf. Mit seinem Talent konnte Fania den Erfolg in den nächsten sechs Jahren noch einmal steigern und die Salsa über die Grenzen hinaus in ganz Lateinamerika bekannt machen.

### Die 1980er Jahre
Die 1980er Jahre wurden oft als dekadenter Niedergang der Salsa empfunden. Um Fania, das Zentrum der Salsa-Musik, wurde es ruhiger, die ehemaligen Fania-Musiker starteten Solo-Karrieren. Auf der Suche nach Innovationen experimentierte man mit Rock-Instrumenten, insbesondere wurden Synthesizer in die Salsa-Bands mit aufgenommen. Rubén Blades entwarf 1980 ein sog. “Konzeptalbum”: Maestra Vida I and II, in dem jedes Lied mit dem nächsten verknüpft ist und alle Lieder auf diese Weise zu einer Gesamtgeschichte verbunden werden. Aber das blieb eine Ausnahme. Der Drang des musikalischen Schaffens, wie ihn noch die Salsa-Musiker der 1970er-Jahre kannten, flaute ab.
Das Kabelfernsehen erreichte Anfang der 80er Puerto Rico und damit die MTV-Ära mit Rock, Pop, Metal und New Wave. Das Angebot an musikalischen Alternativ-Rhythmen vervielfältigte sich schlagartig und verdrängte die Salsa zunehmend aus den Medien. Stattdessen füllte ein anderer karibischer Rhythmus die Lücke: der Merengue! Puerto Rico erfuhr seit einiger Zeit eine zunehmende Einwanderungswelle von Dominikanern, die vor den Unruhen auf die Nachbarinsel flohen und den Merengue mitbrachten. Begleitet wurde die Welle insbesondere von einem Sänger: Wilfrido Vargas, der 1983 mit El Africano den Auftakt für eine ganze Reihe Merengue-Hits setzte und ihn damit international populär machte.
Das Interesse an der Salsa-Musik ließ dagegen allgemein nach. Um sie wieder in das Mainstream-Radio zu bringen, begann man ältere Lieder, Balladen etc. umzuarrangieren und mit Salsa-Rhythmen zu versehen. Salsa-Stücke wurden auf diese Weise zu Liebesliedern, oft mit einem frivolen Anklang. Das Thema „Sex“ in den Texten wurde bewusst zum kommerziellen Erfolg eingesetzt. Was man persönlich nie zu sagen gewagt hätte, konnte in der Musik ganz offen besungen werden: sexuelles Verlangen, Aufforderung zur Untreue, Aufforderung zum Liebesspiel usw. Damit hatte die Salsa ihre erste Sub-Kategorie: die salsa erótica war geboren.
Die bekanntesten Vertreter dieser Ära sind Eddie Santiago in Puerto Rico (Tú me quemas, Tú me haces falta, Todo empezó) und der aus New Jersey stammende Frankie Ruiz (Desnúdate mujer, La rueda, Primero fui yo, Tú con él, Esta cobardía etc.). Weitere bekannte Salsa-Erfolge waren Héctor Tricoches Lobo domesticado, David Pabon’s Aquel viejo motel oder der Klassiker Ven devórame otra vez von Lalo Rodríguez. Jedoch der mit Abstand populärste Song, omnipräsent und anscheinend zeitlos beliebt, ist Lluvia von Eddie Santiago.
Das 1986 am meisten in den US-Latino-Charts gespielte Salsa-Stück war El gran varón von Willie Colón. Es ist eine Erzählung über die sozialen Folgen des damals kürzlich entdeckten HI-Virus mit dem Aufruf zur Vorsicht vor der tödlichen Krankheit.

### Aktuell
1987 suchte ein junger, bis dahin unbekannter Trobador aus Nicaragua den Kontakt zu Eddie Santiago in Puerto Rico und leitete nach einer kurzen, aber sehr fruchtbaren Zusammenarbeit mit ihm (1989–1991) das Ende der „salsa erótica“ ein: Luis Enrique. Er wandte sich ruhigeren und sanfteren Tönen in der Salsa zu, die er als bewusstes Gegenkonzept zur „salsa vieja“ verstand. Dieser Salsa-Stil fand als salsa romántica Eingang in die Salsa-Geschichte und hält bis in die Gegenwart an. Der zurzeit kommerziell erfolgreichste Salsa-Sänger und zugleich Vertreter der „salsa romántica“ ist Marc Anthony.

## Ursprung des Begriffs
Izzy Sanabria, Journalist und Promoter des berühmten Fania Schallplatten-Labels, hat im Jahre 1974 den Begriff „Salsa“ als Bezeichnung der neuen Musikrichtung eingeführt. In seiner Zeitschrift „Sanabria“, dem „Latin NY Magazin“ und als Gastgeber der Salsa TV Show „'73“ hat er den Begriff verstärkt zur Kategorisierung und Beschreibung des neuen Stils eingesetzt. Im Fania-Film „Salsa“ 1975 wurde der Begriff dann endgültig im Titel etabliert. Dies bewirkte einen enormen Bekanntheitsschub, wodurch die Anfänge der Salsa vielfach auf die Mitte der 1970er-Jahre angesetzt werden.
Man hat danach aus dem Rückblick versucht, den Ursprung des Begriffs „Salsa“ als Bezeichnung für die Musik zurückzuverfolgen: 1933 schrieb der kubanische Komponist Ignacio Piñeiro den Son Échale Salsita. Der Begriff verselbstständigte sich im Laufe der Zeit zum Anfeuerungsruf für die Tänzer (ähnlich wie „azúcar“). Beny Moré eröffnete in den 1950er-Jahren seine Shows oft mit der Begrüßung „Hola, Salsa!“. 1962 gab es erste Lieder, die den Begriff „Salsa“ auch im Titel trugen: Salsa y Bembé in Joe Cuba Sextet’s LP „Steppin’ Out“ und Pupi Legarretas Debüt-LP „Salsa Nova“. Und nicht zu vergessen: Salsa y Dulzura von Ray Barretto (auf dem Album: „El Ray Criollo“): ein Son montuno, jedoch mit einem erweiterten Posaunen- und Trompetensatz (= „charanga moderna“). 1963 brachte der Pianist Charlie Palmieri mit seinem Orchester ein ganzes Album unter dem Titel „Salsa Na' Ma'“ heraus. Man darf dies jedoch nicht verwechseln. „Salsa Na' Ma'“ war eine typische Charanga-LP mit traditionellen kubanischen Rhythmen – das gleichnamige Stück Salsa Na’ Ma’ war ein Son montuno mit der klassischen Violinen- und Flötenbesetzung. Dies alles hatte mit „Salsa“ im heutigen Sinne nicht viel gemein.
Dennoch entstand der von Fania propagierte Begriff „Salsa“ als Bezeichnung für die neue Musikrichtung nicht aus dem luftleeren Raum heraus: 1967 publizierten Ricardo Ray und Bobby Cruz ihr Lied Salsa y Control. Dies war eine Mischform, oft als „Salsa-Boogaloo“ bezeichnet. 1970 gab es eine Coverversion der Lebron Brothers unter dem Fania-Label, die dann in die Salsa-Geschichte einging: plötzlich entstanden in den 70er-Jahren in den USA eine Vielzahl von Clubs und Tanzschulen, die sich „Salsa y Control“ nannten. Zudem hatten lateinamerikanische Musikgruppen traditionell eine enge Bindung zu Venezuela. Venezuela war damals das Land mit den größten Karnevals-Feierlichkeiten im karibischen Raum. Jährliche Tourneen nach Caracas gehörten daher zum festen Programm für lateinamerikanische Musiker. 1966 veröffentlichte „Federico y su Combo“ in Venezuela den Titel Llegó la Salsa. 1967 strahlte der venezolanische Radiomoderator Phidias Danilo Escalona sein Radioprogramm „La hora del sabor, la salsa y el bembé“ aus. Gruppen wie die von Ricardo Ray stellten 1967 den Boogaloo in Venezuela vor (Caracas feierte gerade den 400. Jahrestag der Stadtgründung) und diskutierten mit Escalona über die neue Musik in Interviews, so dass nicht mehr genau auszumachen ist, ob der Begriff „Salsa“ nun in New York oder Caracas geprägt worden ist (siehe dazu auch: Bobby Cruz). Auch Johnny Pacheco, Musikdirektor von Fania, und die Musiker der frühen Salsa-Ära sind 1973 zum Karneval nach Venezuela gereist und sollen von dort die Bezeichnung „Salsa“ mit zurück nach New York genommen haben.
Mit nachhaltiger Begeisterung aufgenommen wurde der Boogaloo auch in Kolumbien, wo er gegenüber der Cumbia vor allem durch seinen schnellen Rhythmus bestach. Bis in die Gegenwart wird der Boogaloo in Kolumbien noch geschätzt (Sonora Carruseles, Grupo Galé). Auf diese Weise erklärt sich, wie die Salsa ungefähr zeitgleich Ende der 60er-Jahre in den verschiedenen Zentren der USA, Puerto Ricos, Kolumbiens und Venezuelas entstehen konnte.

## Bedeutung
Es wurde anfänglich vielfach behauptet, Salsa sei nur eine Etikettierung gewesen für die Vermarktung der Musik und somit eine Modeerscheinung. Im Grunde verberge sich dahinter nur die alten traditionellen kubanischen Rhythmen, aufgepeppt mit Jazz-Elementen zur besseren Kommerzialisierung. Beides ist so nicht haltbar. Natürlich braucht die Musikindustrie für einen neuen Musikstil einen Namen und nimmt damit eine Kategorisierung vor. Was eine Musikform aber über eine kurzfristige Mode hinaushebt ist der Grad der Identifikation der Musiker und der Zuhörer mit der Musik.
Die 1960er-Jahre war die Zeit der politischen Umbrüche (Kennedy-Attentat, Vietnamkrieg, die Proteste der schwarzen Bürgerrechtsbewegungen und Rebellion der Beatniks). In New York formierten sich puerto-ricanische Jugendliche zu den Young Lords, die bei ihrem Kampf um Gleichstellung und Anerkennung auch vor Gewalt nicht zurückschreckten. Allgemein litt die Latino-Gemeinschaft als Minderheit in New York unter Identitätsproblemen: die angloamerikanische Kultur schien übermächtig, puerto-ricanische Familien lebten nun schon in der zweiten Generation in New York und die Kinder/Jugendlichen übernahmen selbstverständlich die amerikanischen Lebensgewohnheiten, insbesondere die englische Sprache. Die amerikanische Rockmusik dominierte die Massenmedien. Die Salsa setzte in dieser Situation einen Kontrapunkt und schaffte einen Raum kultureller Identität ausgehend von der eigenen Herkunft und den besonderen Lebensumständen im “Barrio”.
Das „Barrio“ in New York, bestehend aus Spanish Harlem und der South Bronx, war hauptsächlich von Puerto-Ricanern bewohnt. Sie nahmen Salsa selbstverständlich als eigene Musik auf. Aber auch die lateinamerikanische Gemeinde im New York der 60er-Jahre war bereits im Wandel begriffen und veränderte sich zusehends durch die Migranten aus Kuba, Panama und der Dominikanischen Republik. Sie alle wirkten an der Entstehung der neuen Musik mit.
Zur Verbreitung der Musik im karibischen Raum hat beigetragen, dass sich die sozialen Konflikte in den städtischen Ballungsgebieten New Yorks auch auf andere Städte Lateinamerikas übertragen lassen. Zudem war auch außerhalb der USA der Einfluss der englischsprachigen Rockmusik enorm: Venezuela am Ende der 60er-Jahre war ein musikalisch gespaltenes Land: im Osten widmeten sich die Jugendlichen fast ausschließlich dem „Surf“ (= venezolanischer Ausdruck für die Rockmusik aus den USA), im Westen der „Salsa“. Salsa zu hören bedeutete zugleich immer auch eine Hinwendung zu den eigenen Traditionen und der eigenen Kultur. Eng verbunden war damit nicht nur die spanische Sprache, sondern auch die Liedtexte an sich bekamen eine größere Bedeutung für die Musik (etwa im Gegensatz zum Mambo, wo die Musikstücke reihenweise ganz ohne Text auskamen). „If you can’t get into the lyrics you’re missing at least 75 % of its significance.“ (Willie Colón).
Die politische Bedeutung ging streckenweise noch weiter: Für Rubén Blades ist die Salsa „eine Probe für die wundervollen Dinge, die Lateinamerikaner zu leisten vermögen. Sie ist die musikalische Identität des einen ‚Gran Colombia‘.“ Der Wunschtraum Simón Bolívars nach einem Zusammenschluss aller lateinamerikanischer Länder aufgrund der gemeinsamen Sprache und der kulturellen Wurzeln kam in der Salsa immer mal wieder zum Vorschein (etwa in Rubén Blades Plástico oder Gloria Estefans Hablemos el mismo idioma), gleichwie die Aufarbeitung der Kolonialgeschichte mit ihrer Diskriminierung und dem Rassismus.

## Musikalische Gestaltung

### Instrumentierung
Ausgehend von den Anfängen der Salsa in den 1970er-Jahren lassen sich folgende Beobachtungen machen: Salsa-Bands wurden gegenüber den Charanga-Orchestern drastisch reduziert, meistens auf eine Besetzung von maximal acht/neun Musikern. Neben dem Bass, dem Piano und dem Sänger wurde insbesondere ein Blechbläsersatz von zwei Posaunen oder zwei Trompeten aufgenommen.

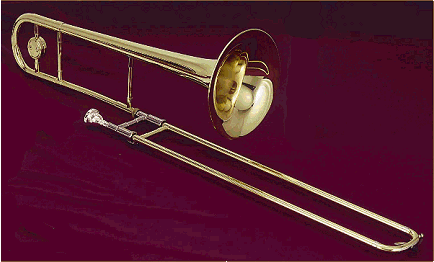
Eckpfeiler der Salsa: Die Posaune

Die ersten Pioniere der Salsa-Musik, wie Eddie Palmieri, Willie Colón, „Dimensión Latina“ in Venezuela oder „The Latin Brothers“ in Kolumbien, setzten auf einen alleinigen Posaunensatz und prägten damit den klassischen Salsa-Sound entscheidend vor. Posaunen bilden seitdem einen Eckpfeiler der Salsa-Musik – und das war neu. Im traditionellen Son-Conjunto hatte immer eine Trompete das Führungsschema inne. Trotz verminderter Besetzung wirkt die Salsa daher im Vergleich zur traditionell kubanischen Musik deutlich voluminöser und aggressiver. Manchmal findet man auch eine Mischung aus Posaunen und Trompeten, jedoch fast nie Saxophone, die mit ihrem weichen Klang in größeren Orchestern höchstens zur Verstärkung der Blechbläser herangezogen werden. Der Kubaner Arsenio Rodríguez gilt als ein Erneuerer des Son montuno. Er verstärkte die Trompeten-Sektion in seinem Son-Conjunto auf drei Spieler. Fania ging einen Mittelweg: in die „Fania All-Stars“ wurden drei Trompeter und drei Posaunisten aufgenommen.
Zur klassischen Besetzung eines Son-Conjuntos gehört oft auch eine Gitarre. In der kubanischen Musik war das zumeist die Tres, ein Saiteninstrument mit drei Doppelsaiten und einem unverkennbar hohen, fast klavierähnlichen Klang. Rodríguez setzte in seinem Conjunto zur Begleitung seiner „charanga moderna“ sowohl Tres als auch Gitarre ein. Das prädestinierte die Tres natürlich geradezu für die Salsa-Musik. Anfang der 1970er-Jahre war es in den USA jedoch bereits schwer, gute kubanische Musiker zu bekommen. Fania verpflichtete den Puerto-Ricaner Yomo Toro, eine Virtuose auf vielen Saiteninstrumenten, der hingegen der puerto-ricanischen Cuatro den Vorzug gab. Die Tres dagegen verschwand weitgehend aus dem Klangbild der Salsa-Musik. Traditionell gerne gespielt wird sie bis in die Gegenwart in der mexikanischen Salsa.
Musik lebt von Innovationen, Abgrenzungen und Vermischungen. Bereits in den 1970er-Jahren griffen puerto-ricanische Gruppen gerne auf Saxophone zurück, um sich vom Salsa-Sound der USA abzuheben. In den 1980er-Jahren wurde versucht, Rockinstrumente (E-Gitarre, Synthesizer, Drum Set) in die Salsa-Bands zu integrieren. Unter dem Einfluss der kolumbianischen Folklore hielt das Akkordeon Einzug in die Salsa-Musik. In den 1990er-Jahren wurden mit dem Wiederaufleben kubanischer Einflüsse vermehrt die klassischen Charanga-Instrumente (Querflöte, Violinen und andere Streichinstrumente) eingesetzt.

### Timba, tumba, bongó: Die Rhythmus-Sektion in der Salsa

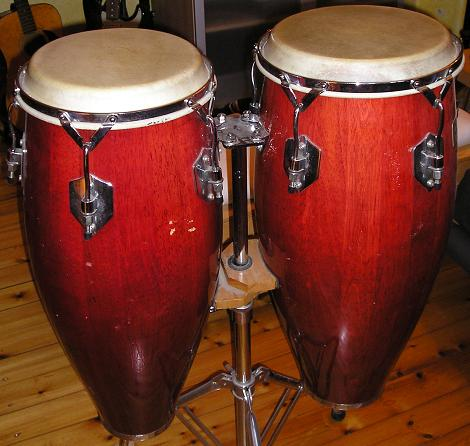
Die Basis der Salsa-Rhythmen sind die Congas.

Arsenio Rodríguez verminderte den Rhythmus in seinem Conjunto auf lediglich einen Conga- und einen Bongo-Spieler. Eine ähnliche Kombination gab es in den 1950er-Jahren im Latin Jazz (Cachao) und zuletzt im Boogaloo. Diese Akzentverschiebung hatte auch Einfluss auf die Salsa: 

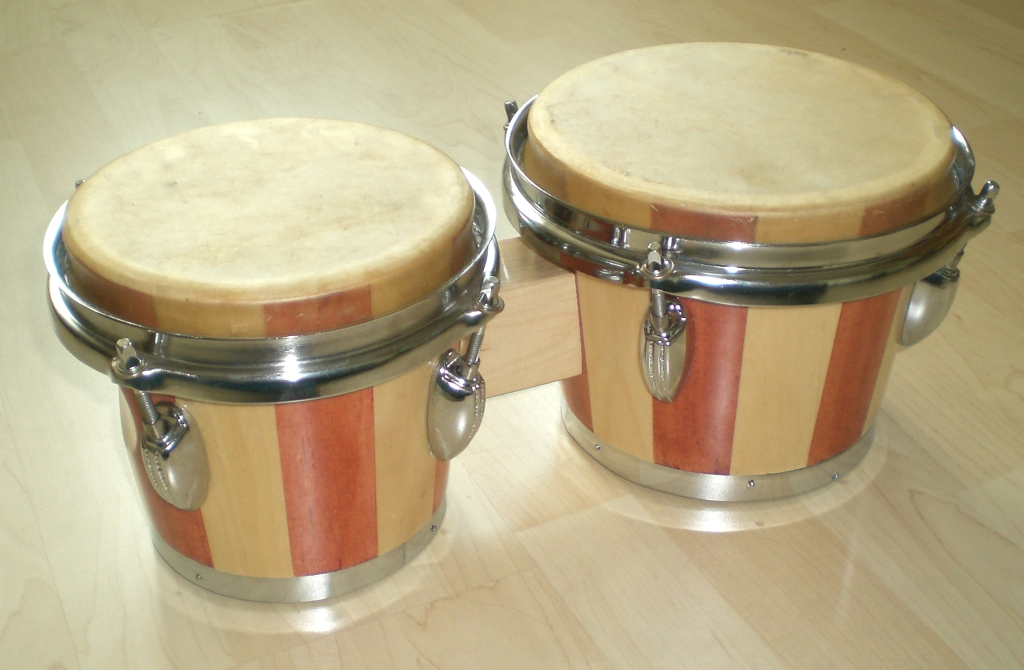
…im Zusammenspiel mit den Bongos

Die Rhythmus-Sektion einer Salsa-Band besteht im Wesentlichen aus drei Instrumenten: der Tumbadora (=Congas), den Bongos und den Timbales. Der klassische Salsa-Sound entsteht dabei aus dem untrennbaren Zusammenspiel „tumba-bongó“. Hinzu kommt ein Timbalero, der in seiner Rolle deutlich aufgewertet wird. Wurden die Timbales im Latin Jazz und in kubanischen Gruppen oft in ein Schlagzeug integriert, so wird in der Salsa zunächst ganz auf das klassische Drum Set verzichtet. Ergänzt werden die Timbales lediglich durch eine Kuhglocke, die über dem Trommelpaar befestigt wird.
Die Reduktion der Musikerzahl blieb auch auf den Rhythmus nicht ohne Auswirkung. Der Güiro, die Claves und die Maracas gehören in der Salsa nur noch zu den rhythmischen Gelegenheitsinstrumenten. Am stärksten betroffen hat diese Herabsetzung den Güiro, der früher in den Charanga-Orchestern grundsätzlich von einem eigenen Musiker gespielt wurde. Jetzt wird er nur noch gelegentlich eingesetzt – der Sänger nimmt etwa den Güiro zur Hand, während er singt. Ähnliches gilt auch für die in der kubanischen Musik äußerst wichtigen Holzclaves, die dort das rhythmische Grundgerüst vorgeben. Verhältnismäßig häufig verwendet werden vom Sänger die Maracas, weil sie sich im Unterschied zu dem komplizierteren Claves und dem Guiro neben dem Gesang relativ leicht bedienen lassen.
| Werden in der Salsa nur gelegentlich eingesetzt: | Werden in der Salsa nur gelegentlich eingesetzt: | Werden in der Salsa nur gelegentlich eingesetzt: | Werden in der Salsa nur gelegentlich eingesetzt: |
| ------------------------------------------------ | ------------------------------------------------ | ------------------------------------------------ | ------------------------------------------------ |
| Claves                                           | Güiro                                            | Maracas                                          |                                                  |

Alle Rhythmus-Instrumente unterlegen die Musik gleichzeitig mit verschiedenen Schichten und spielen so in einer Polyrhythmik zusammen (den sogenannten „Patterns“). Congas und Bongos betonen in der Tradition des Swing die vierte Zähleinheit im 4/4-Takt bei leichter Nebenbetonung des zweiten Schlages. Der Gesang und alle Musikinstrumente betonen dagegen nach der europäischen Tradition die erste Zähleinheit, bei leichterer Nachbetonung des dritten Schlages. Auf diese Weise entsteht in der Salsa-Musik eine andauernde rhythmische Spannung zwischen Gesang und Musikbegleitung auf der einen Seite und den Rhythmus-Instrumenten auf der anderen Seite.
Auch wenn die Claves als Instrument in der Salsa-Musik nicht so häufig zum Einsatz kommen, ist die Clave-Figur in der kubanischen Musik von zentraler Bedeutung. Sie markiert eine Rhythmus-Einheit über zwei Takte nach dem Schema des kubanischen Son. Der Clave-Rhythmus ist der Schlüssel der afro-lateinamerikanischen Musik nach dem sich die anderen Instrumente richten.
Weitere Salsa-Rhythmen sind der Martillo-Rhythmus auf den Bongos, der Cascara-Rhythmus auf den Timbales und der Campana-Rhythmus auf der Bongo-Bell. Die Slap-Töne auf den Taktschlägen 2 und 6 des auf der Conga geschlagenen Tumbao-Rhythmus eignen sich gut zur Orientierung für Tänzer, die „On-Two“ tanzen.

### Geschwindigkeit

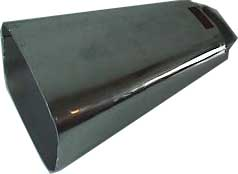
Verstärkt den Rhythmus: Die Kuhglocke (Cencerro)

Salsa umfasst mit seinen 40 bis 60 TPM (entspricht 160 – 240 bpm) einen ungewöhnlich breiten Geschwindigkeitsbereich und bewegt sich damit stufenlos auf einer Skala zwischen ruhigen Balladen und treibenden Stücken, die zu schnell sind um noch tanzbar zu sein. Gerade diese Variabilität steigert jedoch die Beliebtheit der Musik, da sie sich verschiedenen Stimmungen anpasst.
Die Geschwindigkeit in einem Salsa-Lied kann zudem variieren. Die Ursache dafür liegt im Montuno. Der Montuno war ursprünglich der Schlussteil des Danzóns – ein zum Ende des Liedes hin leicht beschleunigtes und lebendiges Finale. Im Son montuno bekam dieser Schlussteil immer mehr Raum und entwickelte sich zu einem Improvisationsteil. Die Intensität der Rhythmen wurde gesteigert und durch besondere Rhythmusinstrumente, wie die Kuhglocken, angetrieben. Im Montuno war auch der Ort der Instrumentalsoli. Viele Salsa-Musiker ahmen dieses Schema nach, indem sie ihren Improvisationsteil an den Schluss des Arrangements setzen. Das Tempo zieht an und Band-Mitglieder, die gerade nicht spielen, können den Montuno durch zusätzliche Rhythmusinstrumente unterstützen.

## Die Zentren der Salsa

### New York
In den USA findet sich Salsa seit Anbeginn vor allem in New York; hier findet auch jährlich das „Salsa-Festival“ im Madison Square Garden statt.

### Miami
Aufgrund der vielen Exilkubaner, die nach der kubanischen Revolution 1959 nach Florida geflohen sind, hat sich Miami nach New York zur zweiten großen Hochburg der Salsa in den USA entwickelt. Die kubanischen Einwanderer ließen sich vorwiegend in einem Stadtteil Miamis nieder, der „La pequeña Habana“ genannt wird. Jedes Jahr fiebert man dort dem „Carnaval en la Calle Ocho“ im März entgegen. 1978 wurde er zum ersten Mal gefeiert – mittlerweile verläuft er über 23 Avenidas und hat sich zum größten Straßenfest in den USA gesteigert. Seit 1988 findet dort auch das Musikfestival „Premio Lo Nuestro“ statt, älter als der Latin Grammy und der bedeutendste Wettbewerb lateinamerikanischer Musik in den USA.
Der Karneval in Miami ist zugleich politisch ausgerichtet. Kubanische Emigranten hegen oft einen tiefen Groll gegen das Castro-Regime. Viele Künstler sind in Menschenrechtsbewegungen aktiv. Man gibt sich konservativ. Musik-Gruppen aus Kuba, bei denen der Verdacht besteht, dass sie mit der kubanischen Regierung in Verbindung stehen oder staatlich gefördert wurden, werden zum Karneval nicht eingeladen. Hier ist die Salsa Ausdruck der Sehnsucht nach einem in ihrem Sinne freien Kuba ohne Fidel Castro.
Die bekannteste Salsa-Sängerin aus Miami ist sicherlich Gloria Estefan. Mit ihrem Album Mi tierra (1993) traf sie genau die melancholische Stimmung der Exil-Kubaner und machte kubanische Salsa in den USA populär. Auch Celia Cruz ist der kubanischen Gemeinde in Miami immer verbunden geblieben.
Vor diesem Hintergrund ist Miami beliebter Anziehungsmagnet lateinamerikanischer Salsa-Musiker, insbesondere kubanischer Emigranten (Willy Chirino, Manuel Gonzalez u. a.). Auch die legendäre kolumbianische Grupo Niche hat ihren Wohnsitz inzwischen in Miami.

### Puerto Rico
Puerto Rico stand auch in den 1970er-Jahren noch unter dem Stern der Altmeister Rafael Cortijo und Ismael („Maelo“) Rivera. 1975 trafen sie sich zu einem Konzert im „Coliseo Roberto Clemente“ in San Juan, Puerto Rico, und legten gemeinsam ihre alten Hits wieder auf (El bombón de Elena, Quítate de la vía Perico, Oriza, El negro bombón, Maquinolandera, u. a.). Mit dabei: Rafael Ithier am Piano, Roberto Roena an den Bongos, Cortijo selbst an den Timbales und Rivera Gesang. Die Wiedervereinigung hatte jedoch keinen Bestand, die Musiker trennten sich und kehrten zu ihren alten Gruppen zurück: Cortijo zu seiner Combo, Ithier zu El Gran Combo, Roena zu „El Apollo Sound“ und Rivera zu seinen „Cachimbos“.
„Cortijo y su Combo“ blieb der kommerziell durchschlagende Erfolg versagt. El Gran Combo mit den Sängern Pellín Rodriguez und Andy Montañez wurde das Gegenstück zu Fania in New York und wuchs zur bedeutendsten Salsa-Gruppe Puerto Ricos heran. Sie arbeiteten unabhängig unter dem „Coco“-Label. 1973 stieg Rodriguez aus der Gruppe aus und wurde durch Charlie Aponte ersetzt. Das Duo Aponte/Montañez sang dann auch 1973 zur Eröffnung des berühmten Konzerts im Yankee Stadium in New York. 1977 verließ Montañez überraschend El Gran Combo, um nach Venezuela zum Salsa-Orchester „Dimensión Latina“ zu wechseln. Für ihn kam schließlich Jerry Rivas.
Neben El Gran Combo und „Cortijo y su Combo“ sind Roberto Roena und „El Apollo Sound“, Bobby Valentin (mit den Leadsängern Marvin Santiago und Luigi Texidor), Ricardo Ray & Bobby Cruz und nicht zuletzt die berühmte Gruppe La Sonora Ponceña von Papo Lucca die Salsa-Stars der 1970er-Jahre in Puerto Rico.
Seit 1952 gilt Puerto Rico als „assoziierter Freistaat“ der USA, was Puerto-Ricaner de facto zu amerikanischen Staatsbürgern (ohne Wahlrecht) macht. Dies hat einen regen musikalischen Austausch zwischen der Insel und dem Festland zur Folge. Puerto-ricanische Einwanderer, wie der in New Jersey geborene Salsa-Sänger Domingo Quiñones kehren nach Puerto Rico zurück oder umgekehrt, in Puerto Rico geborene Sänger suchen den Erfolg in den USA (Cheo Feliciano, Tito Nieves u. a.). Zudem war Puerto Rico traditionell immer Anziehungspunkt für lateinamerikanische Emigranten, insbesondere für dominikanische (José „El Canario“ Alberto) und neuerdings auch wieder für kubanische (Rey Ruiz). Puerto Rico ist ebenfalls bekannt für seine Salsa-Sängerinnen, in Puerto Rico (Choco Orta), aber vor allem in den USA (La India, Brenda K. Starr und Helena Santiago).
In den 1980er-Jahren hat sich das Zentrum der Salsa von New York weg hin nach Puerto Rico verschoben, insbesondere um die damals sehr populären Eddie Santiago und Frankie Ruiz.
Gilberto Santa Rosa und die Newcomer der 1990er-Jahre, Jerry Rivera und Victor Manuelle, zählen aktuell zu den bekanntesten Salsa-Sängern Puerto Ricos.

### Kuba
Kuba in den 1970er-Jahren als „Salsa-Zentrum“ bezeichnen zu wollen wäre verfrüht. Salsa wurde außerhalb Kubas entwickelt und wird bis in die Gegenwart zum weitaus größten Teil außerhalb Kubas gemacht. Trotz der Blockadepolitik der USA gelangte die Salsa über Puerto Rico relativ schnell nach Kuba – El Gran Combo war auch in Kuba bekannt. Dennoch waren Musiker in Kuba auf sich selbst gestellt. Es war bis in die 80er-Jahre hinein so gut wie unmöglich, ein Reise-Visum zu bekommen, ein Austausch mit dem Ausland fand nicht statt. Von Musik-Gruppen im Ausland erwirtschaftete Gewinne wurden einfach wegbesteuert und der kubanische Rundfunk, das Fernsehen und die Musikverlage verstaatlicht und streng zentralisiert. Das änderte sich erst Anfang der 1990er-Jahre, als mit dem Zusammenbruch des Warschauer Paktes und der Auflösung der Sowjetunion auch die Wirtschaftshilfe für Kuba wegfiel. Dies zwang die kubanische Regierung zu einer Liberalisierung des Musikmarktes, zur Anerkennung des US-Dollars als Zahlungsmittel (1993–2004) und zur Förderung des Tourismus. Kubanische Musiker genießen seit 1993 bedingte Reisefreiheit, dürfen ihre Musik zum Teil selbst vermarkten und sogar bei einem ausländischen Plattenlabel unter Vertrag stehen.
Die kubanische Regierung hatte zur Salsa immer ein angespanntes Verhältnis: Salsa galt als Erfindung des „Klassenfeinds“ in den USA. Nach offizieller Lesart bestand Salsa aus Rhythmen, die in Kuba immer schon gespielt wurden, aber von den imperialistischen US-Musikverlagen neu etikettiert wurden, um ihren wahren kubanischen Ursprung unkenntlich zu machen. Der Begriff „Salsa“ wurde daher in Kuba mehr als 20 Jahre lang nicht verwendet, stattdessen sprach man nur von „música bailable“ (span.: Tanzmusik). Als die Einflüsse der Salsa in den späten 70er-Jahren auch in Kuba immer größer wurden, vereinigte die EGREM (= das staatliche Plattenlabel Kubas) kubanische Musiker zu der Gruppe „Las Estrellas de Areíto“, die zum Gegenstück der Fania All-Stars entworfen wurde. Sie sollten nicht nur traditionelle kubanische Musik spielen, sondern auch kubanische Salsa. Da eine Unterscheidung im Rhythmus nicht machbar war, suchte man diese in der Besetzung (Querflöte, Streichinstrumente) und in den Texten zu bewerkstelligen, in denen nun vermehrt kubanische Orte und kubanische Rhythmen (son, guaguancó, guaracha etc.) besungen wurden. Bevorzugt wurden Potpourris gespielt, in denen die Salsa in andere kubanische Rhythmen eingebunden wurde.
Als in den 1990er-Jahren die Salsa international immer populärer wurde, kubanische Musik spätestens seit 1997 mit Buena Vista Social Club zunehmend nachgefragt wurde und selbst kubanische Musiker die Bezeichnung „salsa cubana“ immer häufiger verwendeten, begann das EGREM-Komitee verstärkt kubanische Musiker unter dem Label „Timba“ zu vermarkten. Die Bezeichnung „Timba“ sollte der kubanischen Salsa eine eigene Identität verschaffen, was von vielen kubanischen Musikern durchaus begrüßt wurde. In der Gegenwart ist es jedoch sehr umstritten, ob die Timba wirklich eine eigene kubanische Unterkategorie oder auch nur eine Weiterentwicklung der Salsa darstellt.
Der große Übervater kubanischer Salsa-Musik ist Juan Formell mit seiner Gruppe Los Van Van (1969). Ihm gelang, was nur wenigen kubanischen Musikern in den 70er-Jahren möglich war: er durfte Kuba verlassen und mit seiner Gruppe nach Peru reisen. Von dort brachte er den Surfrock und den Reggae mit. Im Anschluss scheute er sich nicht, E-Gitarre, E-Bass und Drum Set in seine Gruppe mit aufzunehmen (ein Synthesizer war in Kuba zu dieser Zeit unerschwinglich). Die neuen Rock- und Reggae-Klänge vermischt mit der traditionellen kubanischen Charanga-Musik nannte er Songo. Die große Zeit für Juan Formell y Los Van Van kam aber erst in den 1990er-Jahren. Zusammen mit der kubanischen Gruppe Irakere mischten sie Jazz-Elemente in ihre Arrangements und nannten die Musik fortan ebenfalls „Timba“. Die Musik schlug international wie eine Bombe ein (Te pone la cabeza mala [1997], Aqui llegó Van Van, Temba Tumba, Timba [1998]) und traf die Salsa-Szene der Welt an einem sensiblen Punkt. Von den USA und Puerto Rico ausgehend befand sich die „salsa romántica“ auf ihrem Höhenflug. Doch die neue kubanische Musik zeigte einen deutlich anderen Weg: Salsa ist nicht nur sanft und romantisch, sondern auch schnell und lebendig. Passend zur „Timba-Musik“ gab es auch einen eigenen Tanz-Stil gegen Hüftsteifheit: Despelote. Seit der Jahrtausendwende widmet sich Juan Formell dem Aufbau einer „Cuban All Star“-Musiker-Truppe in besonderer Zusammenarbeit mit der Gruppe NG La Banda. Deren Ex-Sänger Issac Delgado hat mittlerweile eine erfolgreiche Solokarriere gestartet und sogar einen Vertrag bei einem US-Label, seit 2006 lebt er mit seiner Familie in Florida.
Gleichwie Juan Formell y Los Van Van profitierten mehrere kubanische Salsa-Gruppen in den 1990er-Jahren von der neuen Freiheit. Bekanntes Beispiel ist der Pianist Manolo Simonet, der 1993 seine Gruppe Manolito y su Trabuco gründete. Neben der typischen Posaunen- und Trompeten-Sektion nahm er auch die klassischen Charanga-Instrumente Flöte, Violine und Cello mit in seine Band auf. Der größte Erfolg der Gruppe war 1998 Marcando la distancia.
Weitere neue kubanische Salsa-Gruppen sind Bamboleo (1995), Orlando Valle, genannt „Maraca“ (1995), Ex-Flötist von Irakere, die Formation Charanga Habanera (1996) oder Azúcar Negra (1997).
Auf ein begeistertes Echo stieß in Kuba im Jahr 2000 der Gewinn des Grammys in der Kategorie der besten Salsa-Darbietung, welchen Los Van Van mit ihrem Album „Llegó Van Van“ gewannen.
Unter der Bush-Regierung haben sich die Beziehungen zwischen Kuba und den USA wieder verschlechtert; seit 2004 hat kein kubanischer Musiker mehr ein Einreisevisum für die USA erhalten.
Siehe auch: Timba

### Venezuela
Federico Betancourt mit seiner Combo und die Gruppe „Sexteto Juventud“ waren in Venezuela die Wegbereiter der Salsa in den 1960er-Jahren. Angefangen hat alles 1966, als Federico seinen Titel Llegó la salsa veröffentlichte. Doch die Gruppen fanden aus sich heraus noch nicht das entsprechende Echo, um einen wirklichen Boom karibischer Musik in Venezuela erzeugen zu können.
1972 entstand die Gruppe Dimensión Latina nach puerto-ricanisch/newyorkinischem Vorbild mit einem Posaunen-Satz als einzigen Führungsinstrumenten. Mit dabei als Bassist und als Sänger war Oscar D’León. Innerhalb von zwei Jahren stieg Dimensión Latina zur führenden Salsa-Band Venezuelas auf. Mit beigetragen dazu hat sicherlich auch der Besuch von Fania zum Karneval 1973 und 74. Es kam zum gegenseitigen Austausch, 1975 besuchte El Gran Combo den Karneval von Caracas, Dimensión Latina besuchte 1976 New York zum Salsa-Festival im Madison Square Garden. Doch auf dem Höhepunkt des Erfolgs verließ Oscar D’León 1976 überraschend die Gruppe und gründete seine eigene Formation La Salsa Mayor. Dimensión Latina erholte sich von diesem Schlag erst, als 1977 der Sänger Andy Montañez von El Gran Combo de Puerto Rico nach Venezuela wechselte. Mit ihm setzte die Gruppe im Anschluss zwar noch deutlich Akzente in der Salsa-Musik, konnte aber den langsamen Niedergang nicht wirklich aufhalten. Später, im Jahre 1978, wechselte noch ein zweiter bekannter Sänger von El Gran Combo nach Venezuela und verstärkte La Salsa Mayor, nachdem diese sich ebenfalls mit Oscar D’León zerstritten hatte: Pellìn Rodriguez. Der Wechsel puerto-ricanischer Sänger nach Venezuela ist dabei kein Zufall gewesen: Venezuela, damals durch seine Erdölvorkommen für lateinamerikanische Verhältnisse ungewöhnlich wohlhabend, war ab Mitte der 1970er-Jahre der führende Weltmarkt für Salsa-Musik. Nach dem Vorbild der Fania All-Stars und der Puerto Rico All-Stars versuchte der Perkussionist und Arrangeur Alberto Naranjo auch in Venezuela 1977 eine Vereinigung von Salsa-Musikern zu bewirken, genannt Trabuco Venezolano, doch nur mit bedingtem Erfolg.
Zur venezolanischen Salsa-Legende stieg dagegen Oscar D’León auf. Wie kein anderer hat er die venezolanische Salsa geprägt und sein Ruhm wirkt bis in die Gegenwart hinein: Oscar D’León, der „Salsa-Teufel“, der „Salsa-Löwe“, der „König der Musiker“ (1992) und der „Welt-Musiker“ (sonero del mundo, 1996). Sein Mythos hat ihn fast zum alleinigen Salsa-Vertreter Venezuelas gemacht, aus dessen Schatten es für andere Gruppen, wie Los Dementes, Federico y su Combo, Los Satélites, Billo’s Caracas Boys, Watusi, Grupo Mango und viele andere trotz des Salsa-Booms fast unmöglich war, herauszutreten.
Erschwerend kam hinzu, dass Venezuela ab 1983 in eine anhaltend schwere Wirtschaftskrise geriet. Hyperinflation, Überschuldung und politische Unruhen blieben auch auf die Salsa-Szene nicht ohne Auswirkung. Wer konnte, suchte den Erfolg im Ausland.
Zu den Gruppen, denen dies gelungen ist, gehörte sicherlich in den 1980er-Jahren Naty y su Orquesta (Josè Natividad Martínez), zudem die 18-köpfige Gruppe Guaco, die in den 1990er-Jahren unter ihrem Sänger und Leiter Gustavo Aguado international bekannt geworden ist. Zwei jugendliche venezolanische Salsa-Gruppen, die in der jüngeren Gegenwart auf sich aufmerksam gemacht haben, sind Adolescent’s Orquesta (1994) unter der Leitung des Pianisten „Porfi“ Baloa. Daraus hervorgegangen sind nach internen Streitereien das Orquesta Pasión Juvenil (mit Sänger Wilmer Lozano, 1997).

### Kolumbien
Seit 1957 wird jedes Jahr Ende Dezember in Cali, der drittgrößten Stadt Kolumbiens, die Feria de Cali gefeiert. 1968 – ein Jahr nach seinem Besuch in Caracas – reiste Ricardo Ray nach Cali und stellte dort den Boogaloo vor. 1971 kehrte er mit seinem Partner Bobby Cruz zurück und präsentierte sein neues Stück Sonido Bestial. In den folgenden Jahren besuchten die Musiker von Fania verstärkt Cali, um dort für ihre Musik zu werben (Héctor Lavoe, Johnny Pacheco, Eddie Palmieri, Cheo Feliciano, Henry Fiol, Celia Cruz u. a.).
Der aus Medellín stammende Julio Ernesto Estrada Rincón reiste 1968 mit der Cumbia-Gruppe „Los Corraleros de Majagual“ nach New York, wo er den neuen Salsa/Boogaloo-Rhythmen begegnete. Daraufhin gründete er 1970 die Gruppe Fruko y sus Tesos, die erste Salsa-Band Kolumbiens. In der Anfangszeit spielten sie die Lieder von Fania nach und waren mit eigenen Arrangements noch wenig erfolgreich; es dauerte einige Jahre, bis „Fruko“ mit seinen Tesos zur führenden Salsa-Band Kolumbiens aufstieg. 1976 gründete Estrada daneben eine zweite Salsa-Band: The Latin Brothers. Mit ihren zwei Posaunen sollte sie an die Erfolge der großen Salsa-Orchester von Willie Colón und Oscar D’León anknüpfen. Als Leadsänger übernahm er den aus Cartagena stammenden Joe Arroyo, der seit 1973 bereits bei „Fruko y sus Tesos“ sang. 1981 machte dieser sich selbstständig, gründete seine eigene Gruppe „La verdad“ und wurde eine der großen Salsa-Legenden Kolumbiens. Zu den berüchtigten Salsa-Bands dieser Zeit gehören auch La Octava Dimensión (1974) und La misma gente (1978).
1980 gründete Jairo Varela Martínez aus Bogotá seine Formation Grupo Niche. Es sollte Kolumbiens beliebteste und erfolgreichste Salsa-Gruppe werden. Viele bekannte Musiker wirkten bei Grupo Niche mit, bevor sie sich selbstständig machten und eigene Gruppen gründeten. Alberto Barros (Posaunist und Arrangeur bei Grupo Niche) gründete 1982 „Los Titanes“. Ab 1986 sang Tito Gómez bei Grupo Niche, Ex-Sänger von Sonora Ponceña, mit dabei auch der puerto-ricanische Pianist Israel Tannenbaum. 1986 stieg Komponist und Arrangeur Alexis Lozano aus und gründete seine eigene Gruppe Orquesta Guayacán. 1987 teilte sich Grupo Niche auf und die meisten der damaligen Band-Mitglieder formierten sich neu im „Orquesta Internacional Los Niches“ (kurz: „Los Niches“). Um den Verlust auszugleichen, holte sich Varela u. a. den bekannten kubanischen Bassisten Israel „Cachao“ López und den Perkussionisten Diego Galé aus Medellín. Letzterer gründete Jahre später die Gruppen La Sonora Carruseles (1995), Grupo Galé (1997) und Quinto Mayor (2000). Tito Gómez verließ 1990 Grupo Niche, ihm folgte der Sänger Charlie Cardona nach – sechs Jahre später startete er eine Solokarriere in den USA.
Obwohl im Laufe der Zeit so viele Musiker wechselten, ist Grupo Niche für viele Lateinamerikaner das Vorbild, mit dem der typische Klang von Salsa-Musik identifiziert wird.
Die schwere Wirtschaftskrise Venezuelas führten in den 80er-Jahren zum musikalischen Aufstieg des Nachbarn: Cali verstand sich fortan als die heimliche Hauptstadt der Salsa, an der Karibikküste Kolumbiens entstanden die neuen Hochburgen der Salsa: Barranquilla und Cartagena. „El Carnaval de Barranquilla“ gilt heute als der zweitgrößte Karneval der Welt, verbunden mit dem jährlichen Salsa-Wettbewerb „festival de orquestas“. Allein Joe Arroyo konnte ihn acht Mal gewinnen, Grupo Niche fünf Mal.
Kolumbien hat neben dem Karneval eine reiche Folklore-Tradition (gaita, porro, fandango, chandé, currulao, bambuco, abosao und jalaito). Die bekanntesten Rhythmen sind die Cumbia und der Vallenato. Diese Stile sind in die Salsa-Musik eingeflossen. Zur Folklore gehört aber immer auch der Tanz, was Kolumbien zu einem der originalsten und eigenständigsten Ursprungsland der Salsa werden ließ, nicht nur in Bezug auf die Musik, sondern auch was den Tanzstil angeht.
Wie in vielen karibischen Ländern findet Musik in Kolumbien draußen z. B. im Salsódromo in Cali statt. Durch die Folklore und den Karneval wurde die Salsa auf die Straße getragen. Natürlich gibt es auch Tanzlokale und Nachtclubs, aber der Tanz beginnt oft schon am Tage auf öffentlichen Plätzen in sog. Matineen.
Dieser musikalische Hintergrund macht das Land zu einer fast unerschöpflichen Quelle von Salsa-Gruppen und -Musikern, mit so bekannten Namen wie Jorge Herrera (Ex-Bassist von „La misma gente“), Galy Galiano, Kike Harvey, Jerry Galante, der Frauen-Salsaband Orquesta Canela, der Salsera Yolanda Rayo, den Gruppen Wganda Kenya, La Cali Charanga, Grupo Caneo, La Gran Banda Caleña, Son de Cali (mit Willy García + Javier Vásquez, Ex-Sängern von Grupo Niche), La Orquesta D’Cache, Las estrellas del ayer (mit Alvaro del Castillo, Ex-Sänger von Niche), den Wahl-Kolumbianern Alfredo de la Fé und Luis Felipe Gonzalez und den Nachwuchsmusikern Grupo Raices (2000), Jimmy Saa (2003) und Paquito Barón (2005).

### Japan
Eine Besonderheit in Japan sind die sogenannten „Nikkeijin“ (jap.: Personen japanischer Abstammung). Als solche werden Personen bezeichnet, deren japanische Vorfahren Ende des 19. Jahrhunderts aus wirtschaftlichen Gründen nach Lateinamerika ausgewandert waren. Obwohl sie keine japanische Staatsangehörigkeit besitzen, genießen sie einen besonderen Rechtsstatus: unbefristete Besuchserlaubnis bei Verwandten in Japan, Arbeitsgenehmigung und seit 1990 auch Daueraufenthaltserlaubnis. Seit den 1980er-Jahren ist die Zahl der „Nikkeijin“ kontinuierlich gestiegen, de facto sind sie peruanische Staatsangehörige, die (zusammen mit den Brasilianern) in dem traditionell einwanderungsschwachen Japan die größte und quasi einzige lateinamerikanische Bevölkerungsminderheit bilden.
Dies hat in Japan zu einem großen Schub lateinamerikanischer Kultur geführt und Japan zu einer bedeutenden Enklave der Salsa-Musik gemacht.
Die älteste japanische Salsa-Gruppe ist Orquesta del Sol (1978), die ihren Zuhörern Anfang der 1980er-Jahre eigene Salsa-Arrangements vorstellte, von denen sie anfänglich einige sogar auf Japanisch sangen. In den nächsten 20 Jahren spielten sie monatlich in diversen Musikclubs in Tokio, bauten so langsam eine Salsa-Szene auf und bereiteten den Weg für andere Gruppen vor. Der Höhepunkt ihres musikalischen Schaffens lag in den 1990er-Jahren. 1985 kam die Frauen-Salsagruppe „Chica Boom“ hinzu, die von 1988 bis 1992 jährlich den Karneval in Havanna besuchte und 1992 dann auch ihr erstes Album mit japanischer Salsa vorstellte. Eine weitere Frauen-Salsagruppe aus der jüngeren Vergangenheit sind „Son Reinas“ (1994), die dann aber ab 1997 ihren Erfolg mehr in den Clubs von New York gesucht haben.
Die mit Abstand erfolgreichste japanische Salsa-Band ist Orquesta de la Luz, die 1990 bis 1995 jährlich ein neues Salsa-Album veröffentlichte. Leadsängerin Nora Suzuki machte auch nach der Auflösung der Gruppe weiter; 1999 formierte sie kurzzeitig die neue Salsa-Gruppierung „Estrellas del Japón“. Der Klassiker unter vielen Erfolgen von „Orquesta de la Luz“ war I am a piano (1991), ein spanisch und japanisch gesungenes Lied.

## Salsa in Deutschland
Die Anfänge der „Salsa-Bewegung“ in Deutschland lassen sich in die 1980er Jahre zurückverfolgen. Vor 1980 wurde Salsa-Musik in Deutschland nur wenig gehört oder gespielt. Ausnahme waren US-amerikanische Kasernen in Deutschland mit einem hohen Anteil an Puertoricanern und Kreise von Einwanderern aus Südamerika, welche in den 1970er Jahren aufgrund der politischen Entwicklungen in ihren Heimatländern in Deutschland politisches Asyl erhalten hatten (z. B. aus Chile). Federführend in der Einführung der Salsa-Musik waren verschiedene Bands in den Metropolen Berlin und München sowie im Rheinland (Köln-Bonn-Düsseldorf). Bereits Ende der 1970er Jahre begeisterte der kubanische Kontrabassist Victor „Vitico“ Cruz mit seiner in Berlin beheimateten Band „Sugar Cane“ das Publikum. 1979 gründete in Köln der kolumbianische Percussionist Daniel Bazanta die Gruppe „Yamambo“. Nach einer Reise durch Puerto Rico gründete der Posaunist Rudi Fuesers 1980 in München die Band „Conexion Latina“. Die erste Band in rein deutscher Besetzung wurde 1981 in Düsseldorf gegründet unter dem Namen „Salsa Picante“. In der damaligen Bundeshauptstadt Bonn gründete der peruanische Sänger Mario Reynoso 1982 die Band „Salsa Latina“. Der Sänger Jorge Anchieta aus El Salvador und der deutsche Percussionist Leonard Gincberg gründeten 1983 in Köln „Bongo Tropical“.
Parallel zu den zunehmenden Auftritten von Salsa-Bands in Deutschland etablierten sich Schallplattenversandfirmen, welche die damals in Deutschland nur schwer erhältliche Musik importierten. In Frankfurt am Main war „Musica Latina“ von Wolfgang Gihr 1984 der erste Latin-Music-Versand. Zusätzlich entstanden in verschiedenen Städten die ersten „Salsa-Discos“. In München legte DJ Chuck Herrmann bereits seit 1976 im „Pop Club“ und im „Cadillac“ Salsa auf. Der große Publikumsandrang erfolgte jedoch ab 1984 (im „Domicile“ und später in der „Max-Emanuel-Brauerei“).
Katalysatoren für die weitere Entwicklung und Popularität der Salsa-Musik in Deutschland waren in den 1980er Jahren verschiedene Festivals wie am Tanzbrunnen in Köln oder im Cirkus-Krone-Bau in München. In West-Berlin spielten 1982 beim zweiten Festival Horizonte Festival der Weltkulturen: Machito, Alfredo ‚Chocolate‘ Rodriguez, Rubén Blades, Willie Colón, Celia Cruz, Eddie Palmieri, Tito Puente, Johnny Rodriguez, Mongo Santamaría vor 12.000 Zuhörern in der Waldbühne.
Ab Mitte der 1980er war die Salsa-Musik in fast allen deutschen Großstädten präsent. Der Kampf um den Rang, die „heimliche Hauptstadt des Salsa“ in Deutschland zu sein, wurde lange Zeit zwischen den Salsa-Bands aus Berlin, München und Köln ausgetragen. Weil sich im Rheinland Ende der 1980er Jahre die Latino-Szene konzentrierte, wurde es schließlich Köln. Nach verschiedenen Festivals und Auftritten blieben Musiker mit ihren Bands in Köln oder gründeten neue Salsa-Bands. So z. B. der peruanische Sänger Manuel Ramirez mit seiner Band „Yambequé“, der venezolanische Percussionist Felipe „Mandingo“ Rengifo mit seiner Band „Kimbiza“, der kolumbianische Sänger Jorge Bazan Cuero, der in Köln „Bazan y la verdad“ gründete, der kolumbianische Komponist und Arrangeur Francisco Zumaqué (spielte mit Eddie Palmieri), der in Köln-Bonn die Band „Macumbia“ reorganisierte, oder der Ex-Timbalero von Carlos Santana, Nicky Marrero. Treffpunkt der Musikszene waren und sind bis heute die Übungsräume des Kulturzentrums Stollwerck in Köln-Süd.
Seit 1982 findet alljährlich am zweiten Augustwochenende in Hoogstraten (Belgien) das größte Afro-Karibische Festival Europas statt auf dem alle wesentlichen Größen der Salsa vertreten waren/sind.
Parallel mit der Erschließung der Karibik für den Massentourismus in den 1990er Jahren wurde die Salsa-Musik in Deutschland flächendeckend populär.